# Joseph Wauters
Joseph Wauters, nacido el 19 de febrero de 1906 en Huizingen y fallecido el 8 de agosto de 1975 en Alsemberg, es un ciclista belga. Fue profesional de 1926 a 1932, y fue Campeón de Bélgica en Ruta en 1929 y en 1930.

## Palmarés
1926
- 1 etapa del Critérium des Aiglons

1929
- Campeonato de Bélgica en Ruta
- Critérium des Aiglons, más 2 etapas
- Gran Premio de l'Escaut
- París-Lille

1930
- Campeonato de Bélgica en Ruta

1931
- 2 etapas de la Vuelta a Alemania